# Live on tour (Group 1850-album)
Live on tour is een liveopname uit 1973 van de Nederlandse band Group 1850. Het album, dat is uitgebracht in 1976 door de Nederlandse platenlabel Rubber Records, bevat progressieve rock met jazz-elementen. Het is niet bekend waar het album is opgenomen.

## Tracks
- A1 Aperitive
- A2 Hoes d'aevre
- A3 Main dish
- B1 Dessert
- B2 Side dish (24 minuten)